# Nightfall in Middle-Earth
Albums de Blind Guardian
Imaginations from the Other Side
(1995) A Night at the Opera
(2002)
Nightfall in Middle-Earth est le sixième album studio du groupe de power metal Blind Guardian, sorti en 1998.
Il s'agit d'un album-concept basé sur Le Silmarillion de J. R. R. Tolkien. Il comprend onze chansons, séparées par autant d'intermèdes parlés servant à faire avancer le récit.
La pochette de l'album représente Lúthien dansant devant le trône de Morgoth.

## Titres
Toutes les chansons sont écrites par Hansi Kürsch. Sauf mention contraire, elles sont toutes composées par Kürsch et André Olbrich.
1. War of Wrath – 1:50
2. Into the Storm – 4:24
3. Lammoth – 0:28
4. Nightfall – 5:34
5. The Minstrel – 0:32
6. The Curse of Feanor (musique : Olbrich, Kürsch, Stauch, Siepen) – 5:41
7. Captured – 0:26
8. Blood Tears – 5:25
9. Mirror Mirror – 5:06
10. Face the Truth – 0:24
11. Noldor (Dead Winter Reigns) – 6:51
12. Battle of Sudden Flame – 0:43
13. Time Stands Still (at the Iron Hill) – 4:53
14. The Dark Elf – 0:23
15. Thorn – 6:19
16. The Eldar (musique : Olbrich, Kürsch, Schüren) – 3:39
17. Nom the Wise – 0:33
18. When Sorrow Sang – 4:25
19. Out on the Water 0:44
20. The Steadfast – 0:21
21. A Dark Passage – 6:01
22. Final Chapter (Thus Ends...) – 0:53

## Musiciens

### Blind Guardian
- Hansi Kürsch : chant
- André Olbrich : guitares
- Marcus Siepen : guitare rythmique
- Thomas Stauch : batterie, percussions

### Autres musiciens
- Oliver Holzwarth : basse
- Mathias Weisner : claviers
- Michael Schüren : piano
- Max Zelzner : flûte
- Norman Eshley, Douglas Fielding : narration
- Billy King, Rolf Köhler, Olaf Senkbeil, Thomas Hackmann : chœurs